# ريان مالون
ريان مالون (بالإنجليزية: Ryan Malone)‏ (11 أغسطس 1992 بشيكوبي في الولايات المتحدة - ) هو لاعب كرة قدم أمريكي في مركز الدفاع. لعب مع نادي ماغديبورغ ووسترن ماس بيونيرز.

## وصلات خارجية
- ريان مالون على موقع قاعدة بيانات كرة القدم.إي يو (الإنجليزية)
- ريان مالون على موقع Soccerway.com (الإنجليزية)
- ريان مالون على موقع عالم كرة القدم.نت (الإنجليزية)